# La Buxerette
La Buxerette é uma comuna francesa na região administrativa do Centro, no departamento Indre. Estende-se por uma área de 11,2 km². Em 2010 a comuna tinha 114 habitantes (densidade: 10,2 hab./km²).